# 安慶巡撫
安慶巡撫，又稱安廬巡撫，為明朝末期設立的一個巡撫職位。史可法擔任首任巡撫。

## 沿革
- 崇禎十年，建制，轄區包括應天巡撫的安慶府、廬州府、太平府、池州府，河南巡撫的光州、光山縣、固始縣、羅山縣，湖廣巡撫的蕲州、廣濟、黃梅縣。江西巡撫的德化縣、湖口縣。
- 崇禎十五年，僅轄安慶府、廬州府、太平府、池州府。此後分設[1]。
- 弘光元年六月，清軍攻入安徽，轄境失陷。後清朝分設鳳廬巡撫和操江巡撫。

## 歷任巡撫
| 姓名   | 生卒年         | 字   | 籍贯     | 出任年               | 卸任年               | 备注 |
| ------ | -------------- | ---- | -------- | -------------------- | -------------------- | --- |
| 史可法 | 1602年—1645年  | 憲之 | 河南開封 | 崇禎十年（1637年）   | 崇禎十二年（1639年） | 崇禎十年七月乙巳由安廬兵備副使、加右僉都御史升任；崇禎十二年三月丁父憂歸                                                             |
| 鄭二陽 | 1586年—1656年  | 敦次 | 河南鄢陵 | 崇禎十二年（1639年） | 崇禎十四年（1641年） | 號見義，室名潛庵。崇禎十二年四月由淮揚兵備副使、加右僉都御史升任；崇禎十四年十一月因流寇陷舒城、六安、廬州，獲罪罷職，明年逮治進京。 |
| 徐世蔭 | 1593年—1664年  | 爾繩 | 浙江開化 | 崇禎十四年（1641年） | 崇禎十五年（1642年） | 號竹孫。崇禎十四年十二月由河南右布政使、加右僉都御史升任；崇禎十五年八月告病休養。                                                   |
| 黃配玄 | 1608年—1645年  | 位兩 | 江西樂安 | 崇禎十五年（1642年） | 崇禎十六年（1643年） | 崇禎十五年九月由南京兵科給事中、加右僉都御史升任；崇禎十六年十二月丁母憂歸。                                                         |
| 張亮   | 1612年－1645年 | 輝寰 | 四川内江 | 崇禎十七年（1644年） | 弘光元年（1645年）   | 號揆伯，萬曆四十三年乙卯科舉人。崇禎十七年正月由安廬兵備副使、加右僉都御史升任；弘光元年四月為叛軍左夢庚部挾持，不屈自縊殉節。       |
| 李繼晟 | 約1614～1680年 | 鏡良 | 上海南匯 | 弘光元年（1645年）   | 弘光元年（1645年）   | 天啟甲子科舉人。弘光元年五月由南京兵部主事升任，六月乙酉國變後，棄官歸隱。                                                           |